# Insignorthezia smythi
Insignorthezia smythi är en insektsart som först beskrevs av Morrison 1952.  Insignorthezia smythi ingår i släktet Insignorthezia och familjen vaxsköldlöss. Inga underarter finns listade i Catalogue of Life.